# John F. McKinney

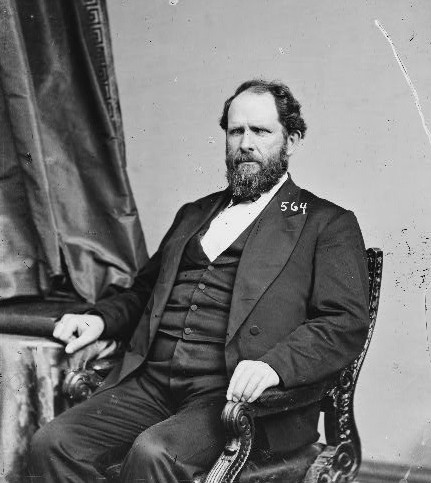
John F. McKinney

John Franklin McKinney (* 12. April 1827 bei Piqua, Ohio; † 13. Juni 1903 ebenda) war ein US-amerikanischer Politiker. Zwischen 1863 und 1865 sowie nochmals von 1871 bis 1873 vertrat er den Bundesstaat Ohio im US-Repräsentantenhaus.

## Werdegang
John McKinney besuchte sowohl öffentliche als auch private Schulen sowie die Piqua Academy und das Ohio Wesleyan College in Delaware. Nach einem anschließenden Jurastudium und seiner 1850 erfolgten Zulassung als Rechtsanwalt begann er in Piqua in diesem Beruf zu arbeiten. Gleichzeitig schlug er als Mitglied der Demokratischen Partei eine politische Laufbahn ein. Zwischen 1852 und 1888 nahm er als Delegierter an allen Democratic National Conventions teil.
Bei den Kongresswahlen des Jahres 1862 wurde McKinney im vierten Wahlbezirk von Ohio in das US-Repräsentantenhaus in Washington, D.C. gewählt, wo er am 4. März 1863 die Nachfolge von William Allen antrat. Da er im Jahr 1864 dem Republikaner William Lawrence unterlag, konnte er bis zum 3. März 1865 nur eine Legislaturperiode im Kongress absolvieren. Diese war von den Ereignissen des Bürgerkrieges geprägt. Bei den Wahlen des Jahres 1870 wurde McKinney erneut im vierten Distrikt seines Staates in den Kongress gewählt, wo er am 4. März 1871 Lawrence wieder ablöste. Da er im Jahr 1872 nicht mehr kandidierte, konnte er dort bis zum 3. März 1873 nur eine weitere Legislaturperiode verbringen.
Nach dem Ende seiner Zeit im US-Repräsentantenhaus praktizierte John McKinney wieder als Anwalt. In den Jahren 1879 und 1880 war er Parteivorsitzender der Demokraten in Ohio. Er starb am 13. Juni 1903 in Piqua, wo er auch beigesetzt wurde.